# FIFA 98 : En route pour la Coupe du monde
FIFA 98 : En route pour la Coupe du monde est un jeu vidéo de football sorti en 1997 et fonctionne sur Nintendo 64, PlayStation, Windows, Game Boy, Super Nintendo, Mega Drive et Saturn. Le jeu a été édité par EA Sports.
Il est aujourd'hui célèbre pour sa bande son, composée notamment de Song 2 de Blur, et de nombreuses chansons de The Crystal Method.
Suivant les pays, le joueur figurant sur la boite du jeu était différent : Andreas Möller pour l'Allemagne, Raúl pour l'Espagne, Roy Lassiter pour les États-Unis, David Ginola pour la France, Paolo Maldini pour l'Italie, David Beckham pour le Royaume-Uni.

## Système de jeu
Pour son époque, le jeu était réaliste, les joueurs avaient des têtes leur ressemblant.
FIFA 98 est l'un des seuls jeu de football (avec FIFA 2002) où presque toutes les nations de la FIFA sont incluses. 172 équipes nationales figurent dans le jeu.

## Jaquette
- France : David Ginola (Tottenham Hotspur)
- Allemagne : Andreas Möller (Borussia Dortmund)
- Italie : Paolo Maldini (Milan AC)
- États-Unis et  Mexique : Roy Lassiter (DC United)
- Royaume-Uni : David Beckham (Manchester United)
- Espagne : Raúl (Real Madrid)

## Commentaires

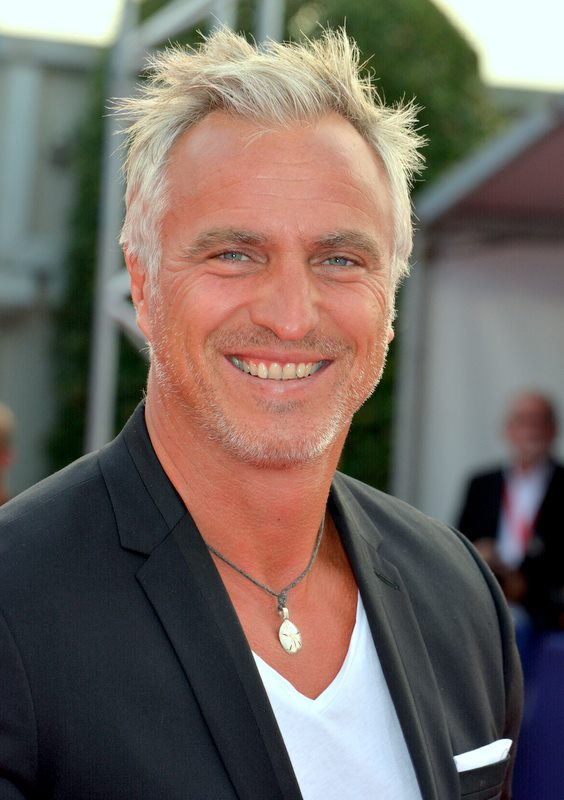
David Ginola est l'un des commentateurs de la version française.

Les commentaires des matchs de la version anglaise étaient assurés par les voix de John Motson et l'ancien joueur international écossais Andy Gray. Pour l'avant-match Des Lynam prêtait sa voix.
Dans la version française, David Ginola et Thierry Gilardi s'occupaient des commentaires tandis que Jean-Luc Reichmann assurait la présentation des matchs.
En ce qui concerne la version allemande, ce sont Martin Siebel, Wolf-Dieter Poschmann et Werner Hansch qui tiennent lieu de commentateurs.
Les commentaires de la version espagnoles sont assurés par les journalistes sportifs Manolo Lama et Paco González qui étaient par ailleurs collègues dans l'émission radio Carrusel Deportivo sur Cadena SER.

## Bande-son
La playlist de la bande-son est constituée de 6 chansons interprétées par les groupes Blur, The Crystal Method et Electric Skychurch.

## Compétitions jouables

### Compétitions nationales
Le jeu permet de prendre le contrôle d'une des 189 équipes faisant partie des 11 championnats disponibles, qui sont les mêmes que ceux déjà présents dans FIFA 97.
| Confédération | Pays                         | Division         | Remarques |
| ------------- | ---------------------------- | ---------------- | --------- |
| CONMEBOL      | Brésil                       | Série A          | -         |
| AFC           | Malaisie                     | M-League         | -         |
| UEFA          | Allemagne                    | Bundesliga       | -         |
| UEFA          | Angleterre(+ Pays de Galles) | Premier League   | -         |
| UEFA          | Écosse                       | Premier Division | -         |
| UEFA          | Espagne                      | Primera División | -         |
| UEFA          | France(+ Monaco)             | Division 1       | -         |
| UEFA          | Italie                       | Serie A          | -         |
| UEFA          | Pays-Bas                     | Eredivisie       | -         |
| UEFA          | Suède                        | Allsvenskan      | -         |
| CONCACAF      | Canada(+ États-Unis)         | A-League         | -         |

### Sélections nationales
Le jeu donne la possibilité de jouer les 170 équipes qui ont participé aux éliminatoires de la Coupe du Monde de la FIFA 1998, ainsi que la France (pays organisateur de la compétition) et le Brésil (tenant du titre). Les équipes nationales du Mali et du Niger, pour avoir abandonné les éliminatoires, n'ont pas été incluses dans le match. Au total, il y a donc 172 sélections jouables.
| Confédération                   | Sélection                 |
| ------------------------------- | ------------------------- |
| CONMEBOL                        | Argentine                 |
| CONMEBOL                        | Bolivie                   |
| CONMEBOL                        | Brésil                    |
| CONMEBOL                        | Chili                     |
| CONMEBOL                        | Colombie                  |
| CONMEBOL                        | Équateur                  |
| CONMEBOL                        | Paraguay                  |
| CONMEBOL                        | Pérou                     |
| CONMEBOL                        | Uruguay                   |
| CONMEBOL                        | Venezuela                 |
| OFC                             | Australie                 |
| OFC                             | Fidji                     |
| OFC                             | Îles Cook                 |
| OFC                             | Nouvelle-Zélande          |
| OFC                             | Papouasie-Nouvelle-Guinée |
| OFC                             | Îles Salomon              |
| OFC                             | Samoa                     |
| OFC                             | Tahiti                    |
| OFC                             | Tonga                     |
| OFC                             | Vanuatu                   |
| AFC                             |                           |
| Arabie saoudite                 |                           |
| Bahreïn                         |                           |
| Bangladesh                      |                           |
| Cambodge                        |                           |
| Kazakhstan                      |                           |
| Chine                           |                           |
| Corée du Sud                    |                           |
| Émirats arabes unis             |                           |
| Philippines                     |                           |
| Hong Kong                       |                           |
| Inde                            |                           |
| Indonésie                       |                           |
| Yémen                           |                           |
| Iran                            |                           |
| Irak                            |                           |
| Japon                           |                           |
| Jordanie                        |                           |
| Koweït                          |                           |
| Liban                           |                           |
| Macao                           |                           |
| Malaisie                        |                           |
| Maldives                        |                           |
| Népal                           |                           |
| Oman                            |                           |
| Pakistan                        |                           |
| Qatar                           |                           |
| Kirghizistan                    |                           |
| Singapour                       |                           |
| Sri Lanka                       |                           |
| Syrie                           |                           |
| Tadjikistan                     |                           |
| Thaïlande                       |                           |
| Taipei chinois                  |                           |
| Turkménistan                    |                           |
| Ouzbékistan                     |                           |
| Vietnam                         |                           |
| UEFA                            |                           |
| Albanie                         |                           |
| Allemagne                       |                           |
| Arménie                         |                           |
| Autriche                        |                           |
| Azerbaïdjan                     |                           |
| Biélorussie                     |                           |
| Belgique                        |                           |
| Bosnie-Herzégovine              |                           |
| Bulgarie                        |                           |
| Chypre                          |                           |
| Croatie                         |                           |
| Danemark                        |                           |
| Écosse                          |                           |
| Slovaquie                       |                           |
| Slovénie                        |                           |
| Espagne                         |                           |
| Estonie                         |                           |
| Finlande                        |                           |
| France                          |                           |
| Géorgie                         |                           |
| Grèce                           |                           |
| Hongrie                         |                           |
| Îles Féroé                      |                           |
| Angleterre                      |                           |
| République d'Irlande            |                           |
| Irlande du Nord                 |                           |
| Islande                         |                           |
| Israël                          |                           |
| Italie                          |                           |
| Yougoslavie                     |                           |
| Lettonie                        |                           |
| Liechtenstein                   |                           |
| Lituanie                        |                           |
| Luxembourg                      |                           |
| Macédoine du Nord               |                           |
| Malte                           |                           |
| Moldavie                        |                           |
| Norvège                         |                           |
| Pays de Galles                  |                           |
| Pays-Bas                        |                           |
| Pologne                         |                           |
| Portugal                        |                           |
| Tchéquie                        |                           |
| Roumanie                        |                           |
| Russie                          |                           |
| Saint-Marin                     |                           |
| Suède                           |                           |
| Suisse                          |                           |
| Turquie                         |                           |
| Ukraine                         |                           |
| CONCACAF                        |                           |
| Antigua-et-Barbuda              |                           |
| Antilles néerlandaises          |                           |
| Aruba                           |                           |
| Bahamas                         |                           |
| Barbade                         |                           |
| Belize                          |                           |
| Bermudes                        |                           |
| Canada                          |                           |
| Costa Rica                      |                           |
| Cuba                            |                           |
| Dominique                       |                           |
| États-Unis                      |                           |
| Salvador                        |                           |
| Grenade                         |                           |
| Guatemala                       |                           |
| Guyana                          |                           |
| Haïti                           |                           |
| Honduras                        |                           |
| Îles Caïmans                    |                           |
| Jamaïque                        |                           |
| Mexique                         |                           |
| Nicaragua                       |                           |
| Panama                          |                           |
| Porto Rico                      |                           |
| République dominicaine          |                           |
| Saint-Christophe-et-Niévès      |                           |
| Sainte-Lucie                    |                           |
| Saint-Vincent-et-les-Grenadines |                           |
| Suriname                        |                           |
| Trinité-et-Tobago               |                           |
| CAF                             |                           |
| Afrique du Sud                  |                           |
| Algérie                         |                           |
| Angola                          |                           |
| Burkina Faso                    |                           |
| Burundi                         |                           |
| Cameroun                        |                           |
| Congo                           |                           |
| Côte d'Ivoire                   |                           |
| Égypte                          |                           |
| Gabon                           |                           |
| Gambie                          |                           |
| Ghana                           |                           |
| Guinée                          |                           |
| Guinée-Bissau                   |                           |
| Liberia                         |                           |
| Madagascar                      |                           |
| Malawi                          |                           |
| Maroc                           |                           |
| Mauritanie                      |                           |
| Maurice                         |                           |
| Mozambique                      |                           |
| Namibie                         |                           |
| Nigeria                         |                           |
| Kenya                           |                           |
| RD Congo                        |                           |
| Rwanda                          |                           |
| Sénégal                         |                           |
| Sierra Leone                    |                           |
| Soudan                          |                           |
| Eswatini                        |                           |
| Tanzanie                        |                           |
| Togo                            |                           |
| Tunisie                         |                           |
| Ouganda                         |                           |
| Zambie                          |                           |
| Zimbabwe                        |                           |

## Stades
C'est la première fois qu'EA Sports utilise de vrais stades pour ses matchs, tandis que dans les éditions précédentes les rencontres se jouaient sur des terrains fictifs. Ainsi, 16 stades représentants 16 nations à travers les 6 confédérations sont disponibles. Il est aussi possible de jouer dans une salle.
| Confédération | Pays              | Ville          | Stade                          | Club résident         | Club résident         |
| ------------- | ----------------- | -------------- | ------------------------------ | --------------------- | --------------------- |
| CONMEBOL      | Brésil            | Rio de Janeiro | Stade Maracanã                 | Brésil                | Brésil                |
| OFC           | Australie         | Sydney         | Stadium Australia              | Australie             | Australie             |
| AFC           | Corée du Sud      | Séoul          | Stade olympique de Séoul       | Corée du Sud          | Corée du Sud          |
| AFC           | Japon             | Tokyo          | Stade olympique de Tokyo       | Japon                 | Japon                 |
| UEFA          | Pays-Bas          | Amsterdam      | Amsterdam Arena                | Pays-Bas              | Ajax Amsterdam        |
| UEFA          | Espagne           | Barcelone      | Camp Nou                       | FC Barcelone          | FC Barcelone          |
| UEFA          | Suède             | Solna          | Råsunda Stadium                | Suède                 | AIK Solna             |
| UEFA          | Allemagne         | Munich         | Stade olympique de Munich      | Bayern Munich         | Bayern Munich         |
| UEFA          | France            | Paris          | Parc des Princes               | Paris Saint-Germain   | Paris Saint-Germain   |
| UEFA          | Italie            | Milan          | Stade San Siro/Giuseppe Meazza | Milan AC              | Inter Milan           |
| UEFA          | Angleterre        | Londres        | Stade de Wembley               | Angleterre            | Angleterre            |
| CONCACAF      | États-Unis        | Los Angeles    | Rose Bowl                      | Galaxy de Los Angeles | Galaxy de Los Angeles |
| CONCACAF      | Mexique           | Mexico         | Stade Azteca                   | Mexique               | Mexique               |
| CONCACAF      | Trinité-et-Tobago | Port-d'Espagne | Stade Hasely-Crawford          | Trinité-et-Tobago     | Trinité-et-Tobago     |
| CAF           | Afrique du Sud    | Johannesburg   | Ellis Park Stadium             | Afrique du Sud        | Afrique du Sud        |
| CAF           | Cameroun          | Yaoundé        | Stade Ahmadou-Ahidjo           | Cameroun              | Cameroun              |